# اریب‌دندان‌ها
اریب‌دندان‌ها (نام علمی: Plagiodontia) نام یک سرده از تیره هوتیا است.